# Сретни умиру двапут
Сретни умиру двапут је југословенски филм први пут приказан 28. јула 1967 године. Режирао га је Гојко Шиповац а сценарио је написао Богдан Јовановић.

## Радња
Петнаестогодишњи партизан пролази кроз многе замке и опасности рата, у којима често посрће због дечачке неспретности. Али као особа сазрева и израста у правог борца.

## Улоге
| Глумац                 | Улога                                              |
| ---------------------- | -------------------------------------------------- |
| Никола Коле Ангеловски | Радојица, млади скојевац                           |
| Павле Вуисић           | Радован, четник (као Павле Вујисић)                |
| Снежана Никшић         | Милица, млада скојевка                             |
| Александар Стојковић   | Капетан Станоје (као Аца Стојковић)                |
| Драгомир Фелба         | Зоја, отац Радојицин                               |
| Мија Алексић           | Лепи Јоле                                          |
| Бранка Веселиновић     | Јела                                               |
| Драгомир Бојанић Гидра | Четнички војвода Дача (као Драгомир Гидра Бојанић) |
| Хусеин Чокић           | Затвореник                                         |
| Милорад Маргетић       | Затвореник                                         |
| Милош Кандић           | Милош, четник                                      |
| Тихомир Плескоњић      | Тома, четник                                       |
| Воја Мирић             | Мајор                                              |
| Душан Јанићијевић      | Заменик комесара                                   |
| Заим Музаферија        | Стражар                                            |

Остале улоге  ▼
| Глумац               | Улога              |
| -------------------- | ------------------ |
| Душан Тадић          | Комесар            |
| Мирослав Алексић     |                    |
| Владимир Дивјак      | (као Владо Дивљак) |
| Недим Ђухерић        |                    |
| Урош Крављача        |                    |
| Влајко Шпаравало     |                    |
| Даринка Гвозденовић  |                    |
| Боро Милићевић       |                    |
| Фране Тадић          |                    |
| Александар Сибиновић |                    |
| Ранко Гучевац        | Војник             |
| Џемал Тутић          |                    |
| Славко Билић         |                    |